# Järsjön, Jämtland
Järsjön är en sjö i Ragunda kommun i Jämtland och ingår i Indalsälvens huvudavrinningsområde. Sjön har en area på 2,18 kvadratkilometer och ligger 233 meter över havet. Sjön avvattnas av vattendraget Järån.

## Delavrinningsområde
Järsjön ingår i det delavrinningsområde (699396-154901) som SMHI kallar för Utloppet av Järsjön. Medelhöjden är 261 meter över havet och ytan är 11,24 kvadratkilometer. Räknas de 4 avrinningsområdena uppströms in blir den ackumulerade arean 41,93 kvadratkilometer. Järån som avvattnar avrinningsområdet har biflödesordning 3, vilket innebär att vattnet flödar genom totalt 3 vattendrag innan det når havet efter 99 kilometer. Avrinningsområdet består mestadels av skog (61 procent). Avrinningsområdet har 2,17 kvadratkilometer vattenytor vilket ger det en sjöprocent på 19,3 procent.